# Zeppelin-Staaken
Zeppelin-Staaken (a veces Zeppelin Werke Staaken o Zeppelin-Werke GmbH) fue un fabricante de aeronaves originalmente localizado en Gotha. La compañía construyó el avión más grande de la I Guerra Mundial, el "Riesenflugzeug" (avión gigante).

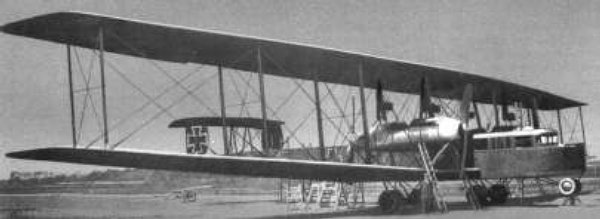
Zeppelin-Staaken R.VI.

## Aeronaves construidas
- Zeppelin-Staaken Riesenflugzeuge
  - Zeppelin-Staaken R.IV
  - Zeppelin-Staaken R.V
  - Zeppelin-Staaken R.VI
  - Zeppelin-Staaken R.VII
  - Zeppelin-Staaken 8301
  - Zeppelin-Staaken R.XIV
  - Zeppelin-Staaken R.XV
  - Zeppelin-Staaken R.XVI
  - Zeppelin-Staaken E-4/20